# Плёсский музей-заповедник
Государственное бюджетное учреждение Ивановской области «Плёсский государственный историко-архитектурный и художественный музей-заповедник» было основано 22 октября 1982 года для комплексной охраны памятников истории и культуры, а также ландшафта города Плёс. Это единственный в Ивановской области подобный объект федерального значения.
Постановлением № 338 от 30 июня 1980 года Совет министров РСФСР поручил на базе, в первую очередь, Дома-музея Левитана и Плёсской картинной галереи (занимала Воскресенскую церковь) создать в Плёсе через 2 года музей-заповедник, обеспечить его инфраструктурой, реставрационными мощностями, художественными произведениями и прочей поддержкой. На десятилетие были распланированы строительство туристической инфраструктуры и реконструкция ряда зданий с их перепрофилированием, в основном в музеи. Часть планов так и осталась нереализованной. Например, церкви планировалось переделать в художественные музеи, но после изменения религиозной политики храмы были впоследствии реконструированы согласно их первоначальному назначению.
В 1993 году Ивановский областной совет народных депутатов утвердил границы музея-заповедника. Согласно решению, музей-заповедник занимает территорию в 78 га, 256 га в его окрестностях занимают заповедные территории. Зона охраняемого ландшафта составляет 22 061 га согласно позднейшим уточняющим документам. То же решение совета установило перечень более чем в 100 памятников истории, культуры, архитектуры, градостроительства и природы, входящих в состав музея-заповедника.

## Отделы

### Дом-музей Левитана
Дом-музей посвящён главному художнику в истории города. Он содержит приближённый к эпохе Левитана интерьер и картины живописца и его спутников, Алексея Степанова и Софьи Кувшинниковой.

### Музей пейзажа
Открытый в 1997 году музей также находится в здании, где жил Левитан, и хранит произведения отечественной пейзажной живописи разных лет, от передвижников до современных авторов.

### Музейно-выставочный комплекс «Присутственные места»
Старейшее из сохранившихся гражданских зданий города было построено в 1786 году для уездного города, которым ненадолго стал Плёс. Позже в нем находились городская управа, банк и училище. Сейчас подвал, где хранился городской архив, занимает экспозиция «Древний Плёс и Ивановская земля», посвящённая периоду правления Рюриковичей и более древним историческим эпохам. 2 этажа здания занимают временные выставки. Перед зданием установлен памятник князю Василию I.

### Экспозиция «Художественные промыслы Ивановского края»
Занимает здание Мучных торговых рядов, построенное в 1840 году. В музее представлены миниатюры Палеха и Холуя, жаккардовый станок и текстильные изделия.

### Левитановский культурный центр
Занимает соседнее Дому-музею Левитана здание женской гимназии, построенное в первой трети XIX века. Центр открыт в 2012 году после перестройки с разбором части внутренних стен и межэтажных перекрытий. Располагает двумя залами, площадь основного составляет 305,6 м2. В них проводятся многие заметные мероприятия, в том числе Дачный фестиваль имени Шаляпина и кинофестиваль «Зеркало».